# Recolocación

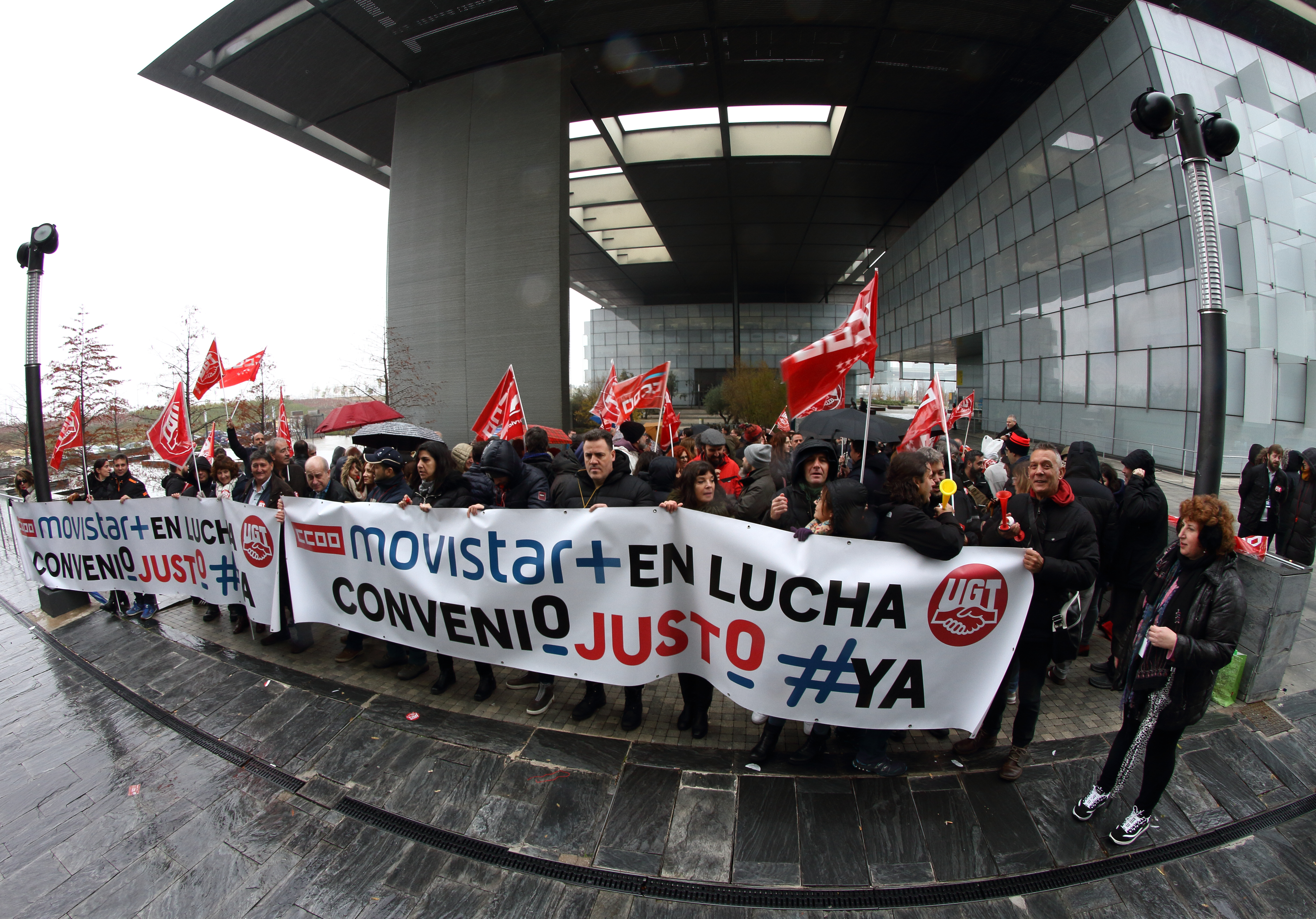
Protesta de trabajadores. Si la empresa desea despedir, la recolocación es una forma de reducir la conflictividad laboral.

La recolocación (outplacement en inglés) es un servicio que se presta a una empresa que quiere despedir a una parte de su personal. Consiste en facilitar que los despedidos consigan nuevos empleos en otras compañías. Normalmente el servicio de recolocación es prestado por una consultora a la que paga la empresa que desea reducir su personal. Habitualmente el servicio consiste en consejos prácticos a quienes van a ser despedidos, formación y talleres. Algunas consultoras pueden incluso ofrecer apoyo psicológico.
El servicio de recolocación se presta tanto en sesiones individuales como en grupo. Los temas sobre los que se informa a los afectados incluyen orientación profesional, evaluación de carrera, habilidades de búsqueda de empleo, localización de puestos adecuados en el amplio mercado de trabajo, redacción de resúmenes curriculares, preparación de entrevistas de trabajo, networking y negociación.
Los consultores apoyan tanto a las personas que se proponen buscar un nuevo trabajo como a las que planean emprender un negocio, jubilarse o estructurar un conjunto de actividades. Los programas de recolocación normalmente tienen plazos que varían de pocos meses a un año, y se ofrecen a todos los afectados por los despidos, desde peones a directivos.
La recolocación proporciona a los afectados estructura (muy necesaria, ya que algunas personas, ante un despido, se sienten absolutamente perdidas) y guía hacia su nueva opción de carrera, además de preservar la moral de quienes quedan en la empresa, porque ven que a sus colegas afectados por los despidos les están dando el apoyo necesario.

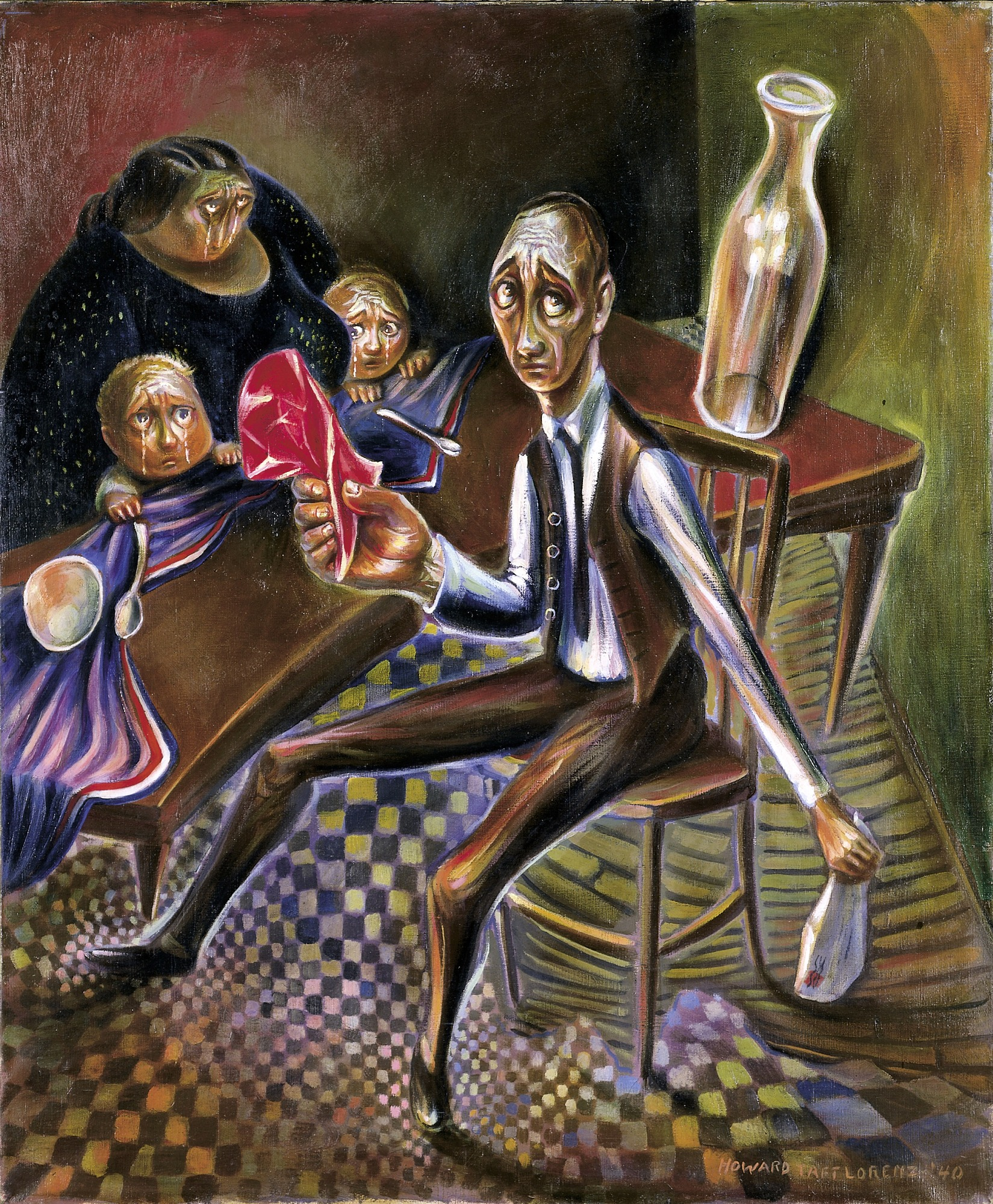
Despido. Cuadro expresionista de Howard Taft Lorentz, que refleja la triste situación de una persona que ha perdido su empleo.

## Historia
El término outplacement (traducido al español por recolocación) fue acuñado en el período 1980-1990 por James E. Challenger, fundador de Challenger, Gray & Christmas, una consultora de carrera profesional con sede en Chicago. Challenger creó el concepto de recolocación y los programas iniciales para llevarlo a cabo.
Con la proliferación de reducciones de plantilla, reconversiones y despidos, particularmente entre 1980 y 2000, las empresas necesitaron ayuda para reducir el trauma, tanto de quienes dejaban la compañía como de quienes se quedaban, con miedo a ser también despedidos y añorando a sus antiguos colegas. De hecho, la investigación muestra que perder el trabajo es una de las experiencias más estresantes que una persona puede experimentar, aparte de la muerte de un ser querido y el divorcio.

## Críticas
El Wall Street Journal informó en 2009 de que las empresas de EE. UU. estaban descontentas con la calidad de los servicios de recolocación que recibían:
«Al aumentar la demanda en un negocio de 4 millardos de dólares anuales, los proveedores ofrecen servicios cada vez más estandarizados, que algunos trabajadores consideran de poco valor. Las empresas, ansiosas por deshacerse de empleados rápida y módicamente, imponen plazos máximos que dificultan la eficacia del servicio. Pocos empresarios hacen seguimiento para determinar si la recolocación funciona.»
Los mejores programas de recolocación proporcionan apoyo ininterrumpido, porque cuando la persona necesita más ayuda es cuando no ha conseguido encontrar trabajo después de buscar varias semanas. Muchas compañías dejarán de proporcionar apoyo después de un tiempo determinado, aunque algunas seguirán ahí mientras su antiguo empleado lo necesite. Asimismo las hay que siguen la tasa de éxito en la búsqueda de empleo para evaluar los servicios de la consultora.